# Carlos Prosperi
Carlos Modesto Prosperi Manuitt, (Caracas, Venezuela, 18 de octubre de 1977) es un político y abogado venezolano, dirigente del Partido Socialista Unido de Venezuela, y exdiputado a la Asamblea Nacional de Venezuela por el estado Guárico durante el periodo 2016-2021. Fue precandidato presidencial en las elecciones primarias de la Plataforma Unitaria, realizadas el 22 de octubre de 2023.  
El 13 de julio de 2024 anunció su apoyo a la candidatura a la reelección del presidente Nicolás Maduro.No obstante, luego anunciaría su respaldo al PSUV, identificándose con la ideología del partido. Antes de militar en el chavismo, Prosperi fue dirigente de Acción Democrática, ocupando el cargo de Secretario de Organización Nacional por tres años, entre 2020 y 2023.  

## Biografía
Carlos Modesto Prosperi nació en la ciudad de Caracas el 18 de octubre de 1977, sin embargo a corta edad se trasladó junto a su familia al estado Guárico, específicamente al municipio Las Mercedes donde vivió su juventud y curso estudios. Su padre Carlos Prosperi, fue alcalde entre 1989-1992 del municipio Juan José Rondón por el partido social-cristiano COPEI. Prosperi declaró en 2022 que proviene de una familia de izquierda. Es sobrino del político Eduardo Manuitt.
Curso estudios de derecho en la Universidad Bicentenaria de Aragua donde obtuvo el título de abogado.

### Trayectoria política
Inició en política desde temprana edad, ingresando en 1997 en la campaña del entonces diputado Eduardo Manuitt del partido Patria Para Todos, para las elecciones regionales de 1998, quien finalmente ganó la gobernación, apoyado por el entonces candidato presidencial, Hugo Chávez. Fue posteriormente, en 1999, que ingresó al partido Acción Democrática. Llegó a ocupar los cargos de secretario juvenil municipal y secretario municipal.
Fue electo diputado suplente en las elecciones parlamentarias de septiembre de 2010 por el Estado Guárico como segundo de lista. En las elecciones regionales de diciembre de 2010, convocadas tras la muerte del gobernador Willian Lara, Prosperi fue candidato de AD a la gobernación de Guárico. Poco después recibe el apoyo de la Mesa de la Unidad Democrática y del otro candidato opositor, Franco Gerratana, de Patria Para Todos, quien declinó en su favor. Se enfrentó a Luis Gallardo, del PSUV, quien venció con el 77 % de los votos, frente al 22 % obtenido por Prosperi.
Fue seleccionado por la Mesa de la Unidad Democrática como cabeza de lista de la coalición en las elecciones parlamentarias de 2015 por Guárico. Fue electo como diputado para el período 2016-2021, integrando en la Asamblea Nacional la Comisión Permanente de Medios de Comunicación. También se convirtió en secretario general de AD en Guárico, tomando notoriedad en el partido a nivel nacional. Durante su periodo legislativo fue Jefe de la Bancada de la mayoría en la Asamblea Nacional, asumiendo en 2020.
Con la intervención judicial de parte del Tribunal Supremo de Justicia a Acción Democrática, fue nombrado en junio de 2020 como secretario de organización nacional de la facción de AD liderada por Henry Ramos Allup.
En las elecciones regionales de 2021, Prosperi anunció sus intenciones de ser candidato a la alcaldía del Municipio Libertador de Caracas por AD, candidatura que finalmente no se concretó.

### Primarias de 2022
En agosto de 2022 anuncia su precandidatura presidencial dentro de las elecciones primarias de la Plataforma Unitaria. El 13 de septiembre de ese año, recibe el apoyo de su partido, siendo Henry Ramos Allup quien anunció la candidatura de Prosperi, en el marco del aniversario de la tolda blanca, convirtiéndose en el primer candidato presidencial oficial de AD desde la candidatura de Luis Alfaro Ucero en 1998. Días antes de la elección primaria, Prosperi solicitó a la Comisión Nacional de Primarias que se postergue el acto electoral debido a lo que alegaba era una desproporción en el sorteo de miembros de mesa a Vente Venezuela, acusando a la organización Súmate, vinculada a María Corina Machado, de dicha irregularidad, así como por la falta de entrega de credenciales a miembros de su partido AD.El periodista experto en elecciones Eugenio Martínez explicó que Vente Venezuela tenía mayores miembros de mesa asignados porque había postulado a más personas que AD.
El día de las elecciones se filtró un vídeo en redes sociales donde Prosperi desconoce anticipadamente los resultados de las primarias cuando ni siquiera había culminado el proceso, lo que fue ampliamente rechazado.Cuando fue a ejercer el voto en el centro nucleado de la Parroquia San Pedro de Caracas, fue abucheado e increpado por un grupo de votantes. Posterior a la primaria, publicó un comunicado rechazando los resultados y la victoria de Machado, a pesar de haber obtenido únicamente un 4 % de votos, frente al 92 % conseguido por la ganadora. Prosperi alegó que diversas irregularidades opacaron el resultado. El partido Acción Democrática rechazó la opinión personal de Prosperi.

## Controversias
En julio de 2022, en una entrevista con Kiko Bautista, Prosperi causó controversia cuando fue consultado sobre qué opinaba acerca de la diversidad sexual, confundiendo el término xenofobia con homofobia. Luego se corrigió a sí mismo afirmando que la xenofobia «es hacia las mujeres», confundiendo nuevamente la palabra, esta vez con misoginia.
Durante una gira por Estados Unidos en mayo de 2023, Prosperi fue entrevistado en EVTV, donde se negó a calificar a Nicolás Maduro como dictador o tirano, siendo uno de los pocos dirigentes opositores que se ha negado a usar dicho calificativo hacia el primer mandatario, comentando únicamente que «ha irrespetado la democracia».

### Militancia en el chavismo
El 13 de julio del 2024, Prosperi anunció su apoyo independiente a la candidatura de Nicolás Maduro, indicando que él era capaz de «garantizar el crecimiento económico y el diálogo con todas las partes».El 15 de julio afirmó que votaría por la tarjeta del Partido Socialista Unido de Venezuela, con el que dice identificarse ideológicamente al ser «una persona que cree en la izquierda».